# Джо Корона
Джо Бенні Корона Креспін (англ. Joe Benny Corona Crespín, нар. 9 липня 1990, Лос-Анджелес, США) — футболіст США мексикансько-сальвадорського походження, півзахисник клубу «Тіхуана».
Виступав, зокрема, за клуб «Тіхуана», а також національну збірну США. У складі збірної — володар Золотого кубка КОНКАКАФ.

## Клубна кар'єра
Народився в родині мексиканця і сальвадорки. Розпочав свою кар'єру 2006 року в команді «Номадс», за яку виступали такі відомі американські футболісти, як Френкі Гейдук, Марсело Бальбоа і Стів Черандоло. 2008 року він провів сезон у футбольній команді Університету Сан-Дієго, після чого потрапив у футбольну академію мексиканської «Тіхуани».
4 квітня 2010 року в матчі проти «Некакси» Джо дебютував у мексиканській Прімері. У своєму першому сезоні він зіграв загалом 160 хвилин, взявши участь у трьох зустрічах. У другому сезоні Корона завоював місце в основному складі. 30 серпня в поєдинку проти «Дуранго» він забив свій перший м'яч за клуб. У сезоні Апертури 2012 Корона у складі «Тіхуани» виграв чемпіонат Мексики.
27 лютого 2013 року у матчі в матчі другого етапу Кубка Лібертадорес проти болівійського «Сан-Хосе Оруро» Корона забив гол і допоміг своїй команді здобути розгромну перемогу 4:0.
Влітку 2015 року Корона перейшов на правах оренди в «Веракрус». 2 серпня в матчі проти «Леона» він дебютував за «акул». Після завершення оренди також на правах оренди виступав за клуб «Дорадос де Сіналоа».
До складу клубу «Тіхуана» повернувся на початку 2017 року. Наразі загалом встиг відіграти за команду з Тіхуани 171 матч в національному чемпіонаті.

## Виступи за збірні
Джо народився в США, його батько мексиканець, а мати з Сальвадору, тому він міг вибрати будь-яку з трьох збірних. У серпні 2011 року тренер американської національної команди Боб Бредлі викликав Корону на товариський матч проти збірної Мексики. Але незабаром Бредлі був звільнений, тому Джо не взяв участі у тому матчі.
Того ж року Корона прийняв запрошення молодіжної збірної Мексики і зіграв матч в рамках підготовки до Панамериканських ігор, але оскільки матч проводився не під егідою ФІФА, Корона міг змінити своє рішення. У підсумку Корона не зіграв на самих Панамериканських іграх, на яких мексиканці здобули золоті медалі, а 2 листопада 2011 року він отримав виклик до молодіжної збірної США.
22 березня 2012 року в матчі відбіркового турніру на Олімпійські ігри в Лондоні проти молодіжної збірної Куби Джо зробив хет-трик. У заключному матчі групового етапу проти молодіжної збірної Сальвадору він забив гол і допоміг своїй команді здобути нічию.
2012 року у товариському матчі проти збірної Шотландії (5:1) Корона дебютував у складі національної збірної США.
2013 року Джо в складі національної команди взяв участь у Золотому кубку КОНКАКАФ. На турнірі він зіграв у матчах проти команд Белізу, Коста-Рики та Панами, а в поєдинках проти Куби та Сальвадору Корона забив свої дебютні м'ячі за збірну. В підсумку його збірна здобула золоті медалі домашньої континентальної першості.
2015 року Джо вдруге взяв участь у Золотому кубку КОНКАКАФ. На турнірі він зіграв у матчах проти збірних Куби та Панами.
Згодом у складі збірної був учасником і Золотого кубка КОНКАКАФ 2017 року у США.
Наразі провів у формі головної команди країни 20 матчів, забивши 3 голи.

## Досягнення
- Чемпіон Мексики:

«Тіхуана»: Апертура 2012
- Володар  Золотого кубка КОНКАКАФ (2):

США: 2013, 2017